# Chlorotalpa sclateri
Chlorotalpa sclateri — вид ссавців родини Chrysochloridae. Зустрічається в Лесото і ПАР. Його природними середовищами існування є субтропічні або тропічні сухі та високогірні чагарники, чагарникова рослинність середземноморського типу, пасовища помірного поясу, орні землі, пасовища, сільські сади та міські території. Цей вид є локально поширеним, і Міжнародний союз охорони природи оцінив його природоохоронний статус як «у найменшій загрозі».

## Морфологічна характеристика
Це малий кремезний златокріт, довжина голови й тіла якого досягає приблизно 100 мм, самці трохи більші за самиць. Підборіддя та обличчя мають кремово-жовті плями, в тому числі над підшкірними очима та на переніссі. Верхні частини вкриті блискучим рудувато-коричневим хутром з темнішою смугою, що проходить уздовж хребта. Низ матово-сірий з червонуватим відтінком. Передні лапи тонкі, хвоста немає.

## Поширення й екологія
Златокріт Склейтера є ендеміком півдня Африки, де він зустрічається в ПАР і Лесото. Його типовим середовищем існування є луки на височинах, чагарники й лісисті смуги. Є чотири підвиди, але ареал кожного з них погано вивчений, і вони, як правило, обмежені географічними бар'єрами.
Живуть, переважно, поодинці. Тонкі кігті обмежують спектр ґрунтів, у яких можна легко прорити тунелі. Центральний гніздовий тунель оточений довгими неглибокими тунелями, в яких він шукає безхребетних здобич, зокрема дощових черв'яків і личинок. Розмноження відбувається у вологий сезон (грудень і січень), коли їжі більше.